# Niphoparmena sublineata
Niphoparmena sublineata là một loài bọ cánh cứng trong họ Cerambycidae.